# アル・ワフダート・クラブ
アル・ワフダート・クラブ（アラビア語: نادي الوحدات, Al Wehdat Club または Al Wahdat Club）は、ヨルダンのサッカークラブ。1956年にアンマンのワフダート・パレスチナ難民キャンプで設立された。ヨルダンリーグ所属。ホームスタジアムは、キング・アブドゥッラー・スタジアム。「ワヒダート」「ワヘダート」とも。

## 概要
1975年に一部リーグ昇格を果たすと、1980年にはリーグ初優勝を達成、以来数多くのタイトルを獲得し、現在ではアル・ファイサリーと並ぶヨルダンの強豪クラブとなっている。ただ、国際戦ではAFCカップ出場の常連であるものの優勝はまだなく、最高成績はベスト4である。
なお、ワフダートのファンがパレスチナ系中心であるのに対し、アル・ファイサリはヨルダン系が中心であり、サポーター間の衝突が起こったこともある。

## タイトル

### 国内タイトル
ヨルダンリーグ：17回
- 1979-80, 1986-87, 1990-91, 1993-94, 1994-95, 1995-96, 1996-97, 2004-05, 2006-07, 2007-08, 2008-09, 2010-11, 2013-14，2014-15，2015-16，2017-18, 2020

ヨルダン・カップ：11回
- 1981-82, 1984-85, 1988-89, 1995-96, 1996-97, 1999-2000, 2008-09, 2009-10, 2010-11, 2013-14, 2022

ヨルダンFAシールド：10回
- 1982，1983，1988，1995，2002，2004，2008，2010，2017, 2020

ヨルダン・スーパーカップ：14回
- 1989, 1992, 1997, 1998, 2000, 2001, 2005, 2008, 2009, 2010, 2011，2014，2018, 2021

## 現所属メンバー
注：選手の国籍表記はFIFAの定めた代表資格ルールに基づく。
| No. | Pos. |          | 選手名                         |
| --- | ---- | -------- | ------------------------------ |
| 1   | GK   | ヨルダン | アーメル・シャフィーア         |
| 4   | DF   | ヨルダン | ムハンマド・アッ＝ドメイリー   |
| 5   | MF   | ヨルダン | ハサン・アブドゥルファッターハ |
| 6   | DF   | ヨルダン | バーセム・ファトヒー           |
| 8   | MF   | ヨルダン | サイード・アル＝ムルジャーン   |
| 9   | FW   |          | マフムード・ザアタラ           |
| 10  | FW   | ヨルダン | アブダッラー・ディーブ         |
| 11  | MF   | ヨルダン | アハマド・イリヤース           |
| 12  | MF   | ヨルダン | アハマド・サリーウェ           |
| 14  | MF   | ヨルダン | サーレハ・ラーテブ             |
| 16  | DF   | ヨルダン | フィラース・シェルバーイエ     |
| 17  | MF   | ヨルダン | ラジャーイー・アーイド         |
| 18  | DF   | ヨルダン | ムンゼル・ラジャー             |
| 19  | FW   | ヨルダン | レイス・アル＝バシュターウィー |

| No. | Pos. |            | 選手名                                 |
| --- | ---- | ---------- | -------------------------------------- |
| 20  | MF   | パレスチナ | ムラード・イスマーイール               |
| 21  | FW   | ヨルダン   | ビラール・クワイデル                   |
| 22  | GK   | ヨルダン   | マフムード・カンディール               |
| 24  | MF   | ヨルダン   | アハマド・アッ＝シャアラーン           |
| 27  | FW   | ヨルダン   | アハマド・ヒシャーム                   |
| 30  | GK   | ヨルダン   | マーリク・シェルビーエ                 |
| 31  | GK   | ヨルダン   | ムハンマド・アブー・ナブハーン         |
| 37  | FW   | ヨルダン   | バハー・ファイサル                     |
| 39  | MF   | ヨルダン   | サーミル・ラジャー                     |
| -   | MF   | ヨルダン   | アハマド・アブー・カビール             |
| -   | MF   | ヨルダン   | アドナーン・アドゥース                 |
| -   | DF   | ヨルダン   | ムハンマド・アル＝バーシャー           |
| -   | DF   | パレスチナ | アブドッラティーフ・アル＝バフダーリー |

## 歴代所属選手
- ハサン・アブドルファッターハ
- ヒシャーム・アブドルムニイム
- ジハード・アブドルムニイム
- スフヤーン・アブダッラー
- ラアファト・アリー
- ラーイド・アッサーフ
- アーメル・ディーブ
- エッザト・ハムザ
- ナーセル・ハサン
- ファイサル・イブラヒーム
- ジャマール・マフムード
- ハーリド・サリーム
- ファーディー・シャヒーン
- マフムード・シェルバーイェ
- バーセム・ティーム
- アブダッラー・アブー・ザマア
- アブダッラー・ディーブ 2005-2007、2011-2013、2015-
- ビラール・クワイデル
- マフムード・ザアタラ 2014-2015、2017-